# Baba Ferenc
Baba Ferenc, más forrásokban Vásárhelyi Bala Ferenc (Marosvásárhely, 1690 körül – Pápa, 1740) író.

## Élete
Nagyenyedi tanulása után 1717. szeptember 4-én iratkozott be az egyetemre Odera-Frankfurtban, ahol 1722-ig tanult. Közben 1720 körül Londonban is megfordult, ahol teológiát tanult. Visszatérése után Kolozsvárott élt és tokaji borral kereskedett, de vállalkozásába végül belebukott és eladósodott. Elmebetegen halt meg 1740-ben, Pápán.

## Művei
- Lelki élet, az az, az Ur Jézus Krisztusban igaz hit által bé oltatott és ő benne élő embernek lelki állapotjának rövid leírása. Mellyet az eklesiának közönséges hasznára nem régen deák nyelven bocsátatott ki idősb Campegius Vitringa. Mostan pedig a magyar ekklesiákban az együgyüeknek hasznokra a magyar nyelvre fordított M. Vásárh. Bala Ferencz. Francofurtumban, Schwartz János által, 1722.
- Néhány levelét őrzi a marosvásárhelyi gróf Teleki-féle könyvtár.
- Gyászverset írt Pápai Páriz Ferenc halálára (1717)
- Peregrinációs albumát a szegedi egyetem régi magyar irodalomtörténeti tanszék munkaközössége kiadásra készítette elő. (2010-ig nem jelent meg).